# Abu Hassan
Personnages
- Abu Hassan, (ténor)
- Fatime, (soprano)
- Omar, usurier (basse)
- Rudolf, chevalier (ténor)
- Calife, parlé
- Zobeide, parlé

Abu Hassan, est un opéra-comique en un acte de Carl Maria von Weber sur un livret allemand de Franz Carl Hiemer, basé sur une histoire des Mille et une nuits. Il a été composé entre le 11 août 1810 et le 12 janvier 1811 et comporte des numéros avec récitatif et dialogue parlé. L'œuvre est un Singspiel dans le style turc alors populaire. Elle porte le numéro J. 106 au catalogue des œuvres du compositeur établi par Friedrich Wilhelm Jähns.

## Composition
Carl Maria von Weber compose Abu Hassan entre le 11 août 1810 et le 12 janvier 1811 et comporte des numéros avec récitatif et dialogue parlé. L'œuvre est un Singspiel dans le style turc alors populaire. Elle porte le numéro J. 106 au catalogue des œuvres du compositeur établi par Friedrich Wilhelm Jähns.

## Histoire des représentations
Abu Hassan a été joué pour la première fois au Théâtre Residenz de Munich le 4 juin 1811, sous la direction du compositeur, avec « un succès immédiat ». À Londres, il fut produit en anglais au Theatre Royal, Drury Lane en 1835, et en italien à Drury Lane le 12 mai 1870 (en même temps que L'oca del Cairo de Mozart), la traduction étant faite par Salvatore Marchesi (it), et le dialogue mis en récitatif par Luigi Arditi.
Abu Hassan ne fait pas maintenant partie du répertoire lyrique couramment joué, bien qu'il soit parfois mis en scène. L'ouverture, qui « résume toutes ses qualités dans une composition brillante » est cependant bien connue et a été enregistrée séparément à plusieurs reprises.

## Les rôles
| Rôle                           | Type de voix | Première distribution, 4 juin 1811 (Chef d'orchestre : Carl Maria von Weber) |
| ------------------------------ | ------------ | ---------------------------------------------------------------------------- |
| Abu Hassan, échanson du calife | ténor        | Georg Mittermayr (de)                                                        |
| Fatime, sa femme               | soprano      | Josefa Lang (de)                                                             |
| Omar, un usurier               | basse        | Aloys Muck                                                                   |
| Calife                         | parlé        |                                                                              |
| Zobeide, la femme du calife    | parlé        |                                                                              |

## Synopsis
Abu Hassan, un favori du calife de Bagdad, est lourdement endetté. Pour récupérer sa fortune, il envoie sa femme Fatime chez la femme du calife, Zobeide, pour annoncer sa mort, pour laquelle Fatime recevra 50 pièces d'or et un morceau de brocart. Après le départ de Fatime, les créanciers entrent dans la maison d'Abu Hassan pour récupérer de l'argent. Omar, le créancier le plus riche, est amené à croire que Fatime lui a parlé d'amour, alors il accepte de payer tous les autres créanciers.
Fatime revient avec les cadeaux de Zobeide. Abu Hassan va maintenant rendre visite au calife, avec l'intention d'essayer une histoire similaire au sujet de sa femme et d'obtenir de l'argent de lui. Pendant qu'il est sorti, Omar réapparaît et demande un baiser à Fatime, mais Abu Hassan revient. Omar se cache dans une pièce voisine, et le mari et la femme profitent de sa peur d'être découverts.
Maintenant, Mesrur, un messager du calife, arrive, pour voir si Fatime est vraiment mort. Le calife et sa femme veulent tous deux savoir qui est mort, et si tous les deux le sont, qui est mort en premier. Mesrur, voyant Fatime allongée sur le divan, son mari en détresse à ses côtés, revient en courant pour prévenir le calife. Il vient à peine de partir que l'infirmière de Zobeide fait une course similaire. Cette fois, c'est Hassan qui feint la mort, tandis que Fatime n'est que larmes et lamentations.
Enfin le calife et sa femme sont annoncés. Hassan et Fatime se jettent sur le divan, se couvrant, comme morts. Le calife offre désormais 1 000 pièces d'or à quiconque lui dira lequel d'entre les deux est mort en premier. Hassan ressuscite et se jette aux pieds du calife, en disant « C'était moi, je suis mort le premier ! ». Il demande pardon, ainsi que l'or. Fatime fait de même, et le calife leur pardonne tous les deux. Omar, ayant payé les dettes d'Hassan dans l'espoir de gagner le cœur de Fatime, est renvoyé en disgrâce.

## Enregistrements
L'opéra a été enregistré par Wolfgang Sawallisch, Leopold Ludwig, Gustav Kuhn et Guennadi Rojdestvenski, ce dernier en russe. Un enregistrement de Heinz Rögner avec la Staatskapelle Dresden comprend Ingeborg Hallstein, Peter Schreier et Theo Adam dans sa distribution (RCA Classic / Sony BMG).
La Cappella Coloniensis, dirigée par Bruno Weil, l'a enregistré en 2003.

### Ouvrages généraux
- Holden, Amanda, (éd.), The New Penguin Opera Guide, New York : Penguin Putnam, Inc., 2001  (ISBN 0-14-029312-4)

### Monographies
- Jean-Luc Caron et Gérard Denizeau, Carl Maria von Weber, Paris, bleu nuit éditeur, coll. « horizons » (no 73), 2019, 176 p. (ISBN 978-2-358-84087-3).
- John Warrack (trad. Odile Demange), Carl Maria von Weber, Paris, Fayard, 1987, 480 p. (ISBN 978-2-213-01979-6).